# Jaguar X-Type

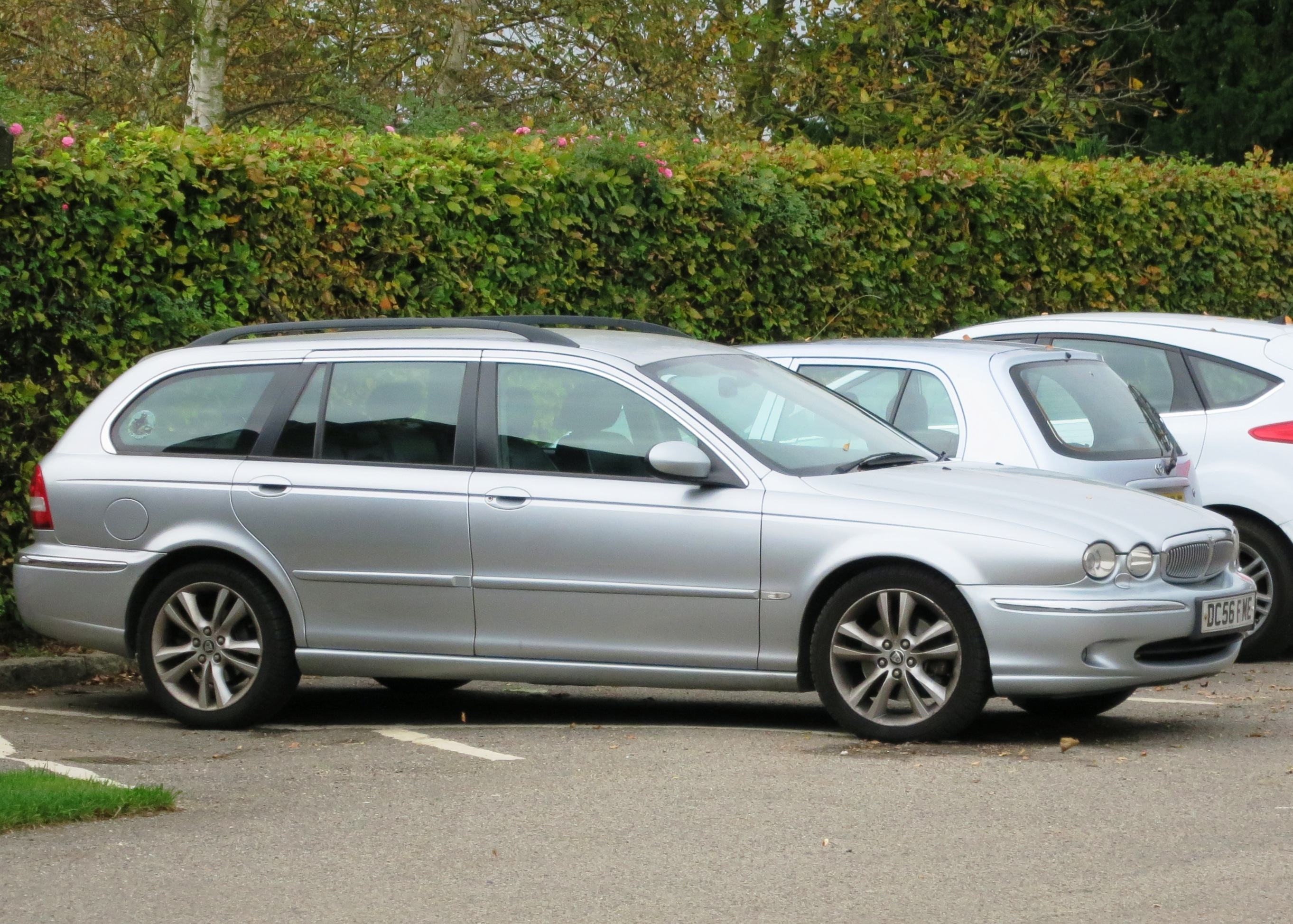
Jaguar X-Type Estate.

De Jaguar X-Type met codenaam X400 is een middenklasse model van de Engelse autoproducent Jaguar. De auto is van 2001 tot en met 2009 geproduceerd als sedan. Vanaf 2004 was er een stationversie leverbaar, de Estate. Jaguar had niet eerder zo'n compacte auto in het gamma gehad en de auto moest concurreren met bijvoorbeeld de Audi A4 en de BMW 3-serie. Door de beperkte keuze in motoren en carrosserieën werd de X-Type geen commercieel succes.

## Techniek
De X-Type gebruikt een gemodificeerd Ford CDW27-platform. Dit platform werd ook gebruikt voor onder andere de Ford Mondeo zoals die geleverd is tussen 2000 en 2007. De motoren en enkele mechanische delen zijn van deze Ford Mondeo afkomstig. In totaal is nog geen 20% van de componenten van Ford. De benzinemotoren zijn door Jaguar zelf gebouwd en hebben dus ook andere specificaties dan de Ford-motoren. Voor een groter onderscheid werd de X-Type voorzien van vierwielaandrijving, met een permanente verdeling van het vermogen van 40% naar de vooras en 60% naar de achteras. Dit moest de auto het gevoel geven van een achterwielaandrijver. 
Bij de introductie in 2001 was de auto leverbaar met twee benzinemotoren: een V6 met een inhoud van 2,5 of 3,0 liter. Deze waren standaard gekoppeld aan een manuele vijfversnellingsbak. De optionele automaat had ook vijf verzetten.
In 2002 werd er een kleinere benzinemotor leverbaar, een 2,0 liter maar nog steeds een V6. Deze uitvoering moest de X-Type meer bereikbaar maken voor een groter publiek. De auto was alleen leverbaar met voorwielaandrijving, wel was er keus tussen de manuele of automatische versnellingsbak. De levering van deze motor werd in 2005 gestopt.
In 2003 werd er een dieselmotor leverbaar. Deze viercilinder had een inhoud van 2,0 liter, leverde 130 pk en was identiek aan de motor die in de Ford Mondeo leverbaar was. Deze diesel was alleen leverbaar met manuele versnellingsbak en voorwielaandrijving. 
In 2005 werd er een tweede dieselmotor leverbaar, eveneens een viercilinder maar nu met een inhoud van 2,2 liter. Ook dit blok was identiek aan dat van de Mondeo en leverde 155 pk. Ook deze diesel was alleen leverbaar met manuele versnellingsbak en voorwielaandrijving. 

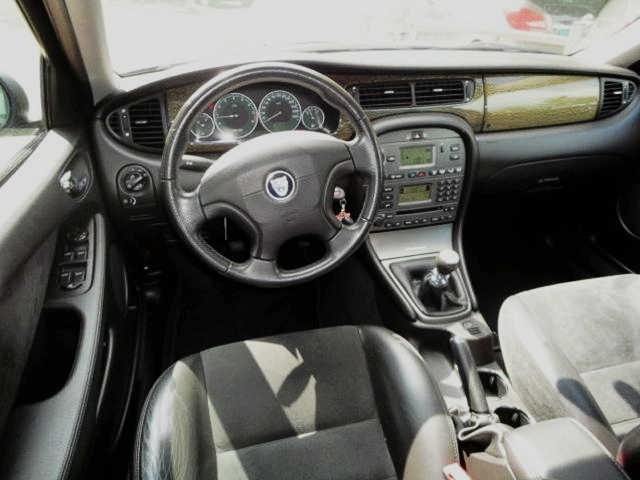
Het dashboard van de Jaguar X-Type, modeljaar 2003.

Onderstaande specificaties gelden voor de sedan:
| Type        | Aandrijving | Productiejaren | Vermogen (kW/pk) | Koppel (Nm) | Topsnelheid (km/u) | 0-100km/u (sec.) |
| ----------- | ----------- | -------------- | ---------------- | ----------- | ------------------ | ---------------- |
| 2.0L Diesel | Manueel     | 2003-2008      | 96/130           | 330         | 201                | 9,9              |
| 2.2L Diesel | Manueel     | 2005-2008      | 114/155          | 360         | 220                | 8,9              |
| 2.2L Diesel | Manueel     | 2008-2009      | 107/145          | 360         | 216                | 9,1              |
| 2.2L Diesel | Automaat    | 2008-2009      | 107/145          | 360         | 208                | 9,9              |
| 2.0L V6     | Manueel     | 2002-2005      | 117/157          | 200         | 210                | 9,4              |
| 2.0L V6     | Automaat    | 2002-2005      | 117/157          | 200         | 205                | 10,8             |
| 2.5L V6     | Manueel     | 2001-2009      | 144/196          | 241         | 225                | 8,3              |
| 2.5L V6     | Automaat    | 2001-2009      | 144/196          | 241         | 220                | 8,9              |
| 3.0L V6     | Manueel     | 2001-2009      | 169/231          | 279         | 235                | 7,0              |
| 3.0L V6     | Automaat    | 2001-2009      | 169/231          | 279         | 230                | 7,5              |

### Uitvoeringen
De X-Type was leverbaar als naamloos basismodel, Executive en als Sport. De Executive was vooral gericht op meer luxe, terwijl de Sport een sportieve aankleding had. Ook had de Sport afwijkende schokdempers en was deze leverbaar met grotere velgen. De basis en de Executive hadden aan de buitenzijde verschillende verchroomde details, bij de Sport waren deze in carrosseriekleur uitgevoerd.
Vanaf 2003 was de 2.0 V6 leverbaar als Business Edition om de auto aantrekkelijker te maken voor de lease. Ook in 2003 werd er een gelimiteerde uitvoering uitgebracht voor de 2.5 V6 en 3.0 V6: de Le Mans. Deze was gebaseerd op de Sport en had een paar unieke details. In 2009 was er wederom een speciaal voor de zakelijke markt bedoelde uitvoering leverbaar, de iDition met standaard een navigatiesysteem.

## Facelift 2008
Voor modeljaar 2008 werd de X-Type op verschillende punten aangepast. De auto kreeg een nieuwe grille en nieuwe buitenspiegels met geïntegreerde knipperlichten. Ook het dashboard werd opgefrist met een nieuw stuurwiel, nieuwe klokken en een aangepaste middenconsole. Op technisch vlak waren er ook wijzigingen: de 2.0 dieselmotor was niet meer leverbaar. De 2.2 diesel leverde in plaats van 155 nu 145 pk en deze motor werd leverbaar met een nieuwe automatische versnellingsbak met zes verzetten en de mogelijkheid tot handmatig schakelen. Deze sequentiële automaat kwam ook beschikbaar voor de twee benzinemotoren, maar dan met vijf verzetten.
In 2009 werd de productie van de X-Type beëindigd zonder dat er een vervangend model was ontwikkeld. De laatste X-Types werden in 2010 uitgeleverd. In 2014 werd de Jaguar XE geïntroduceerd en die auto is de feitelijke opvolger van de X-Type.